# Уилер Уоринг, Лора
Лора Уилер Уоринг (англ. Laura Wheeler Waring, 16 мая 1887, Хартфорд, США — 3 февраля 1948[…], Филадельфия, США) — американская художница и педагог, известная своими картинами афроамериканцев, которые она создала во время Гарлемского ренессанса.

## Биография
Родилась 16 мая 1887 года в Хартфорде, штат Коннектикут, четвёртым ребёнком из шести детей в семье преподобного Роберта Фостера Уилера и его супруги Мэри (урождённой Фриман). Её мать была дочерью Амоса Ноя Фримена, пресвитерианского священника, и Кристианы Уильямс Фриман, видной участницы движения по борьбе с рабством. Её отец был пастором конгрегационалистской церкви — первой полностью «чёрной» церкви в Коннектикуте.
В 1908 году, окончив с отличием среднюю школу Хартфорда в Коннектикуте, она поступила в Пенсильванскую академию изящных искусств в Филадельфии. Завершив учёбу в академии, Уиллер преподавала на факультетах искусства и музыки в Государственной педагогической школе в Чейни (позже университет Чейни). В 1914 году она получила стипендию Уильяма Э. Крессона для поездки в Европу, где она прошла курсы в академии Гранд-Шомьер в Париже, а также много времени провела в Лувре, изучая работы Моне, Мане, Коро и Сезанна. После завершения обучения Уилер планировала посетить Нидерланды и Швейцарию, но её планы прервала начавшаяся Первая мировая война. После возвращения в США она продолжила преподавание в Чейни, где работала ещё более 30 лет.
В 1924 году Уилер вернулась в Париж, продолжив изучать живопись в Гранд-Шомьер. Эта поездка значительно повлияла на формирование её художественного стиля, во время которой работы Уилер стали впервые выставлять в парижских картинных галереях. В 1927 году она вышла замуж за Уолтера Уоринга, профессора Линкольнского университета в Филадельфии. В том же году она была среди художников, представленных на первой в стране выставке афроамериканского искусства, проведённой в 1927 году Фондом Уильяма Э. Хармона. Фонд Хармона заказал ей портреты выдающихся афроамериканцев, и она выбрала тех, кто был связан с Гарлемским Возрождением. Среди её известных портретных героев для этого проекта были Уильям Дюбуа, Джордж Вашингтон Карвер, Мариан Андерсон и Джеймс Уэлдон Джонсон. Уоринг получил признание как художник-портретист, но также создавал пейзажи и натюрморты. Между 1927 и 1931 годами её работы выставлялись в нескольких учреждениях, включая Галерею искусства Коркоран, Бруклинский музей и Художественный музей Филадельфии.
Уоринг умерла 3 февраля 1948 года в своём доме в Филадельфии после продолжительной болезни. Через год после её смерти в Галерее искусств Университета Говарда в Вашингтоне, округ Колумбия, прошла выставка её работ.

## Галерея

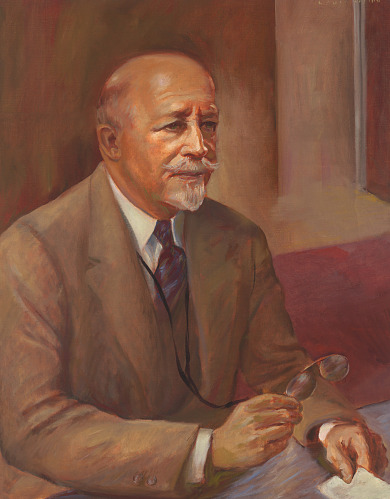
Уильям Дюбуа
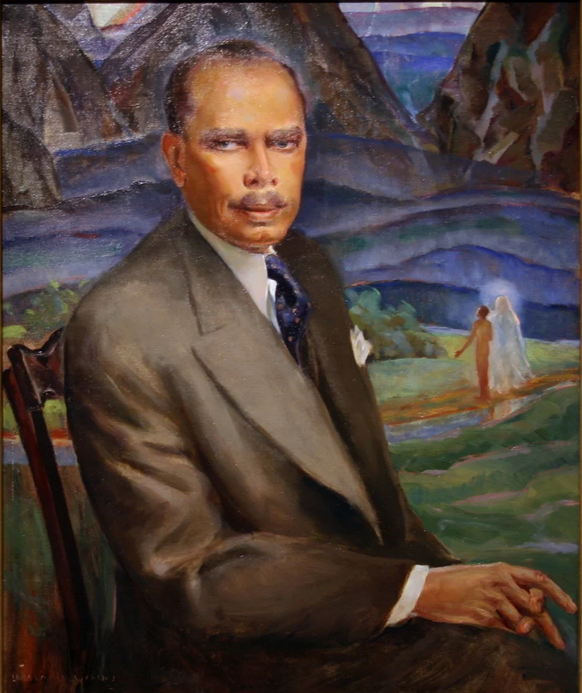
Джеймс Уэлдон Джонсон
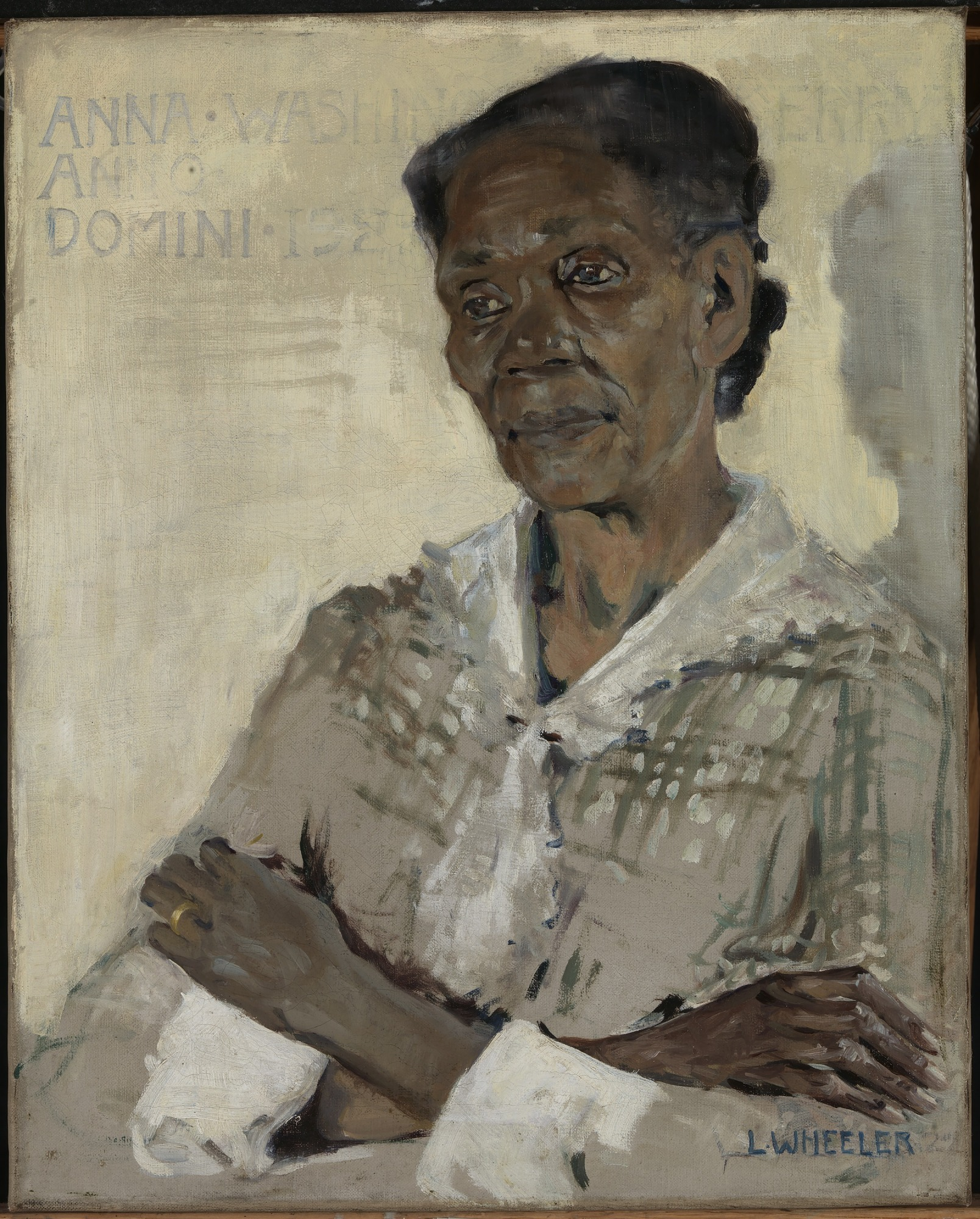
Анна Вашингтон Дерри
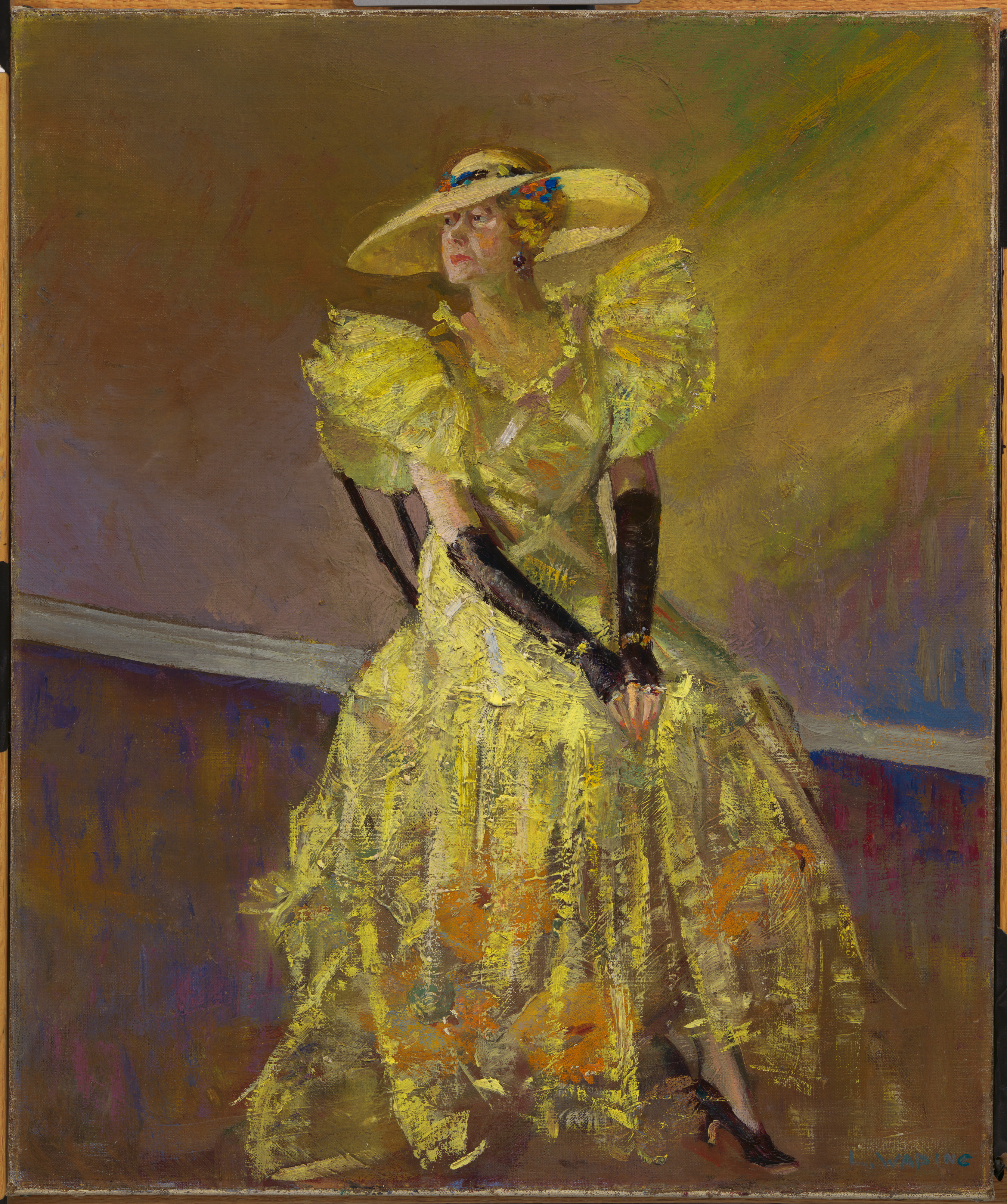
Элис Данбар Нельсон
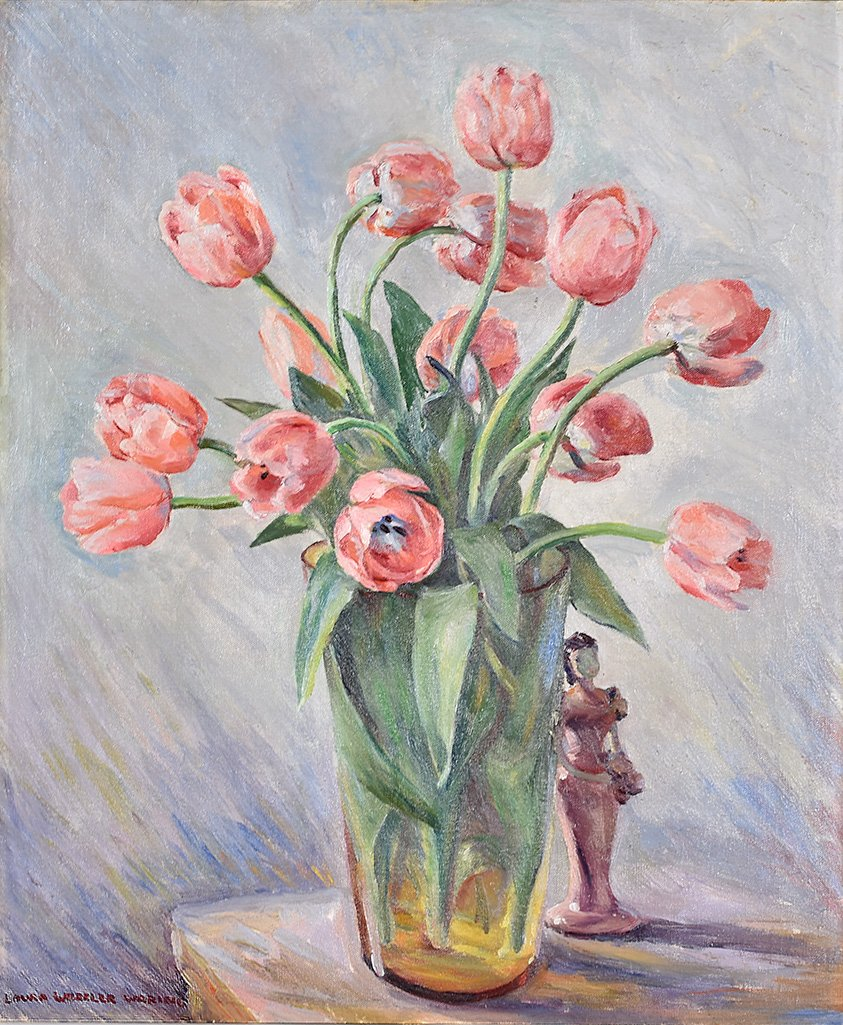
Натюрморт с тюльпанами и статуэткой